# Каратель (фільм, 1989)
Каратель (англ. The Punisher) — американський бойовик 1989 року.

## Сюжет
Поліцейський Френк Кастл насилу пережив загибель сім'ї, його дружина і дочка згоріли живцем у підірваному автомобілі. Тепер він став суддею і катом 125 гангстерів, яких він розшукав і засудив до смерті. Його неможливо зупинити. Але в нього занадто багато ворогів.

## У ролях
- Дольф Лундгрен — Каратель/Френк Касл
- Луїс Госсетт молодший — Джейк Берковіц
- Йерун Краббе — Джанні Франко
- Кім Мійорі — Леді Танака
- Брайан Маршалл — Діно Моретті
- Ненсі Еверхард — Сем Лірі
- Беррі Отто — Шейк
- Брайан Руні — Томмі Франко
- Зошка Мізак — дочка Танаки
- Кендзі Ямакі — Сато
- Хирофумі Канаяма — Томіо